# ژوزف گونزالس (بوکسور)
ژوزف گونزالس (فرانسوی: Joseph Gonzales‎؛ زادهٔ ۶ اوت ۱۹۴۱) بوکسور اهل فرانسه است.
از افتخارات وی میتوان به کسب مدال نقره در بازی‌های المپیک تابستانی ۱۹۶۴ اشاره کرد.